# Rutielkwarts
Rutielkwarts is een kwartsvariëteit. De kleur varieert van witte transparante bergkristal tot donkergrijze of donkerbruine rookkwarts gevuld met zilverkleurige, goudkleurige of rossige tot rode rutielnaaldjes.

## Eigenschappen
- Chemische samenstelling: SiO2 + TiO2 (rutiel) + Fe, Sn, V, Cr, Nb, Ta + (Na, K, Cl, C)
- Kristalstelsel: de kwarts is trigonaal, de rutiel is tetragonaal
- Kristalklasse: oxiden
- Splijting: onduidelijk
- Kleur: donkerroze tot heel licht, doorzichtig roze
- Streepkleur: wit
- Glans: glasglans
- Breuk: ruw, schelpvormig
- Hardheid (Mohs): 7
- Gemiddelde dichtheid: 2,68 – 2,72
- Transparantie: doorzichtig tot doorschijnend

## Voorkomen
Een veelvoorkomend mineraal. Vindplaatsen zijn in onder andere Zwitserland, Brazilië, Madagaskar, VS en Australië.

## Cultuur
De rutielnaaldjes werden aangezien voor het haar van Venus, wat het kristal de bijnaam Venushaar-kwarts of sageniet gaf. Dit zou een krachtig liefdesamulet zijn. Later meende men dat er engelenhaar in dit mineraal zat en kreeg het de naam engelenhaar-kwarts.
Rutielkwarts hoort bij de sterrenbeelden: Leeuw en Ram.